# Алваладе (Лиссабон)
Алваладе (порт. Alvalade) — район (фрегезия) в Португалии, входит в округ Лиссабон. Является составной частью муниципалитета Лиссабон. Находится в составе крупной городской агломерации Большой Лиссабон. По старому административному делению входил в провинцию Эштремадура. Входит в экономико-статистический субрегион Большой Лиссабон, который входит в Лиссабонский регион. Население составляет 9620 человек на 2001 год. Занимает площадь 0,58 км².
Покровителем района считается Санта-Жоана-Принсеза (порт. Santa Joana Princesa).

## История
Район основан в 1959 году